# Madrellidae
Madrellidae Preston, 1911 è una famiglia di molluschi nudibranchi della  superfamiglia Proctonotoidea.

## Tassonomia
La famiglia comprende i seguenti generi:
- Eliotia Vayssière, 1909
- Madrella Alder & Hancock, 1864